# Hiroaki Nagashima
Hiroaki Nagashima (født 22. marts 1967) er en tidligere japansk fodboldspiller og træner.
Han har spillet for flere forskellige klubber i sin karriere, herunder Fujita Industries.
Han har tidligere trænet Tokushima Vortis.